# Etowah County
Etowah County is een county in de Amerikaanse staat Alabama.
De county heeft een landoppervlakte van 1.385 km² en telt 103.459 inwoners (volkstelling 2000). De hoofdplaats is Gadsden.

## Bevolkingsontwikkeling

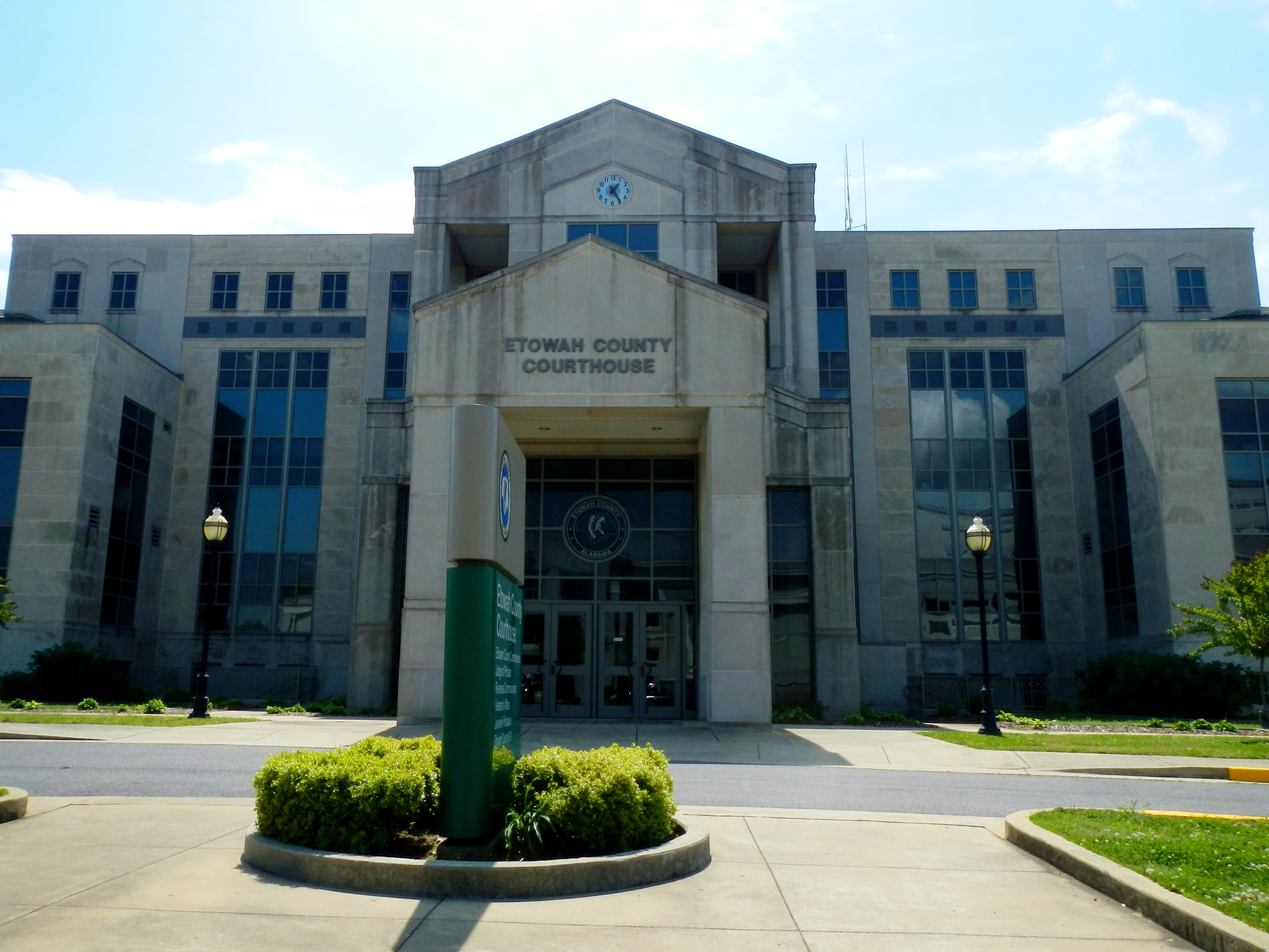
Etowah County Courthouse